# Монгольский кулан
Монгольский кулан (Equus hemionus hemionus), так же известен как монгольский кулан, гобийский кулан — подвид кулана. Данный подвид обитает в Монголии и в Северном Китае. Ранее водился в Восточном Казахстане и на юге Сибири, позже искоренён через охоту. В 2015 году популяция насчитывала 23000 особей и МСОП классифицировал подвид как близкий к уязвимому положению.
Монгольский кулан живёт в пустыне и в степях среди кустарников и гор. Пустыня Гоби является главным ареалом обитания кулана. Монгольские куланы являются травоядными млекопитающими. Они питаются травами, зеленью и растительностью. Монгольские куланы роют отверстия в сухих руслах рек и водных источников, чтобы получить доступ к воде. Популяция данного подвида сокращается из-за браконьерства, для некоторой части местного населения мясо кулана обеспечивает замену мяса домашних животных. В неволе монгольские куланы находятся в зоопарках.